# Чебрець альпійський
Чебрець альпійський (Thymus alpestris) — вид рослин родини глухокропивові (Lamiaceae), поширений у Європі. Етимологія: лат. alpes — «Альпи», estris — прикметниковий суфікс, який вказує на походження або місце проживання.

## Опис
Багаторічна рослина 2.5–10 см завдовжки. Повзучий півкущик з низькими (3–8 см завдовжки) квітконосними пагонами, з округлими або довгасто-яйцюватими листками 4–8 мм довжиною, 3–5 мм шириною, на помітних черешках, особливо розвинених у нижніх листків, де вони перевищують довжину пластинки. Міжвузля значно довші, ніж листки. Чашечка пурпурова, 4–4.5 мм завдовжки.

## Поширення
Європа: Чехія, Польща, Словаччина, Україна, Румунія, Австрія, Франція.
В Україні зростає на гірських кам'янистих схилах і полонинах — у Карпатах в субальпійському поясі на висоті 1000–1500 м н.р.м..